# Persone di nome Hubert
| Questa pagina contiene informazioni ricavate automaticamente dalle voci biografiche con l'ausilio del template Bio e di un bot. L'aggiornamento è periodico e automatico e ricostruisce completamente la pagina. Se manca una persona in questa lista, sei pregato di non aggiungerla, ma accertati piuttosto che la sua voce biografica contenga il template Bio e che i dati anagrafici siano correttamente compilati. Se il template Bio manca, inseriscilo tu stesso o, in alternativa, metti l'avviso {{tmp\|Bio}} che ne segnala la mancanza. Se i dati riportati sono sbagliati, correggi direttamente la voce biografica; le modifiche saranno visibili in questa lista entro pochi giorni. Per chiarimenti vedi il progetto antroponimi. La lista contiene solo le 141 persone che sono citate nell'enciclopedia e per le quali è stato implementato correttamente il template Bio. Pagina aggiornata al 22 lug 2025. |

Questa è una lista di persone presenti nell'enciclopedia che hanno il nome Hubert, suddivise per attività principale.

## Allenatori di calcio(6)
- Hubert Baumgartner, allenatore di calcio e ex calciatore austriaco (Wolfsberg, n. 1955)
- Hubert Fournier, allenatore di calcio e ex calciatore francese (Riom, n. 1967)
- Hubert Kostka, allenatore di calcio e ex calciatore polacco (Racibórz, n. 1940)
- Hubert Pircher, allenatore di calcio e ex calciatore italiano (Bressanone, n. 1959)
- Hubert Velud, allenatore di calcio e ex calciatore francese (Villefranche-sur-Saône, n. 1959)
- Hubert Vogelsinger, allenatore di calcio e saggista austriaco (n. 1938 - † 2023)

## Allenatori di pallavolo(1)
- Hubert Henno, allenatore di pallavolo e ex pallavolista francese (Boulogne-Billancourt, n. 1976)

## Ammiragli(2)
- Hubert Brand, ammiraglio inglese (n. 1870 - † 1955)
- Hubert de Brienne, ammiraglio francese (Henriville, n. 1690 - Parigi, † 1777)

## Anatomisti(1)
- Hubert von Luschka, anatomista tedesco (n. 1820 - † 1875)

## Arbitri di calcio(1)
- Hubert Forstinger, ex arbitro di calcio austriaco (n. 1946)

## Arbitri di pallacanestro(1)
- Hugh Evans, arbitro di pallacanestro e cestista statunitense (Squire, n. 1940 - † 2022)

## Arcieri(1)
- Hubert Van Innis, arciere belga (Elewijt, n. 1866 - Zemst, † 1961)

## Arcivescovi cattolici(2)
- Hubert Barbier, arcivescovo cattolico francese (La Chaize-le-Vicomte, n. 1932)
- Hubert Theophil Simar, arcivescovo cattolico tedesco (Eupen, n. 1835 - Colonia, † 1902)

## Artisti(2)
- Hubert Duprat, artista francese (n. 1957)
- Hubert Kostner, artista italiano (Bressanone, n. 1971)

## Astrofisici(1)
- Hubert Reeves, astrofisico, ambientalista e divulgatore scientifico canadese (Montréal, n. 1932 - Parigi, † 2023)

## Attori(3)
- Hubert Koundé, attore e regista francese (Saint-Denis, n. 1970)
- Hubert von Meyerinck, attore tedesco (Potsdam, n. 1896 - Amburgo, † 1971)
- Rudy Vallée, attore, cantante e musicista statunitense (Island Pond, n. 1901 - Los Angeles, † 1986)

## Aviatori(1)
- Hubert Broad, aviatore e militare britannico (Watford, n. 1897 - Basingstoke, † 1975)

## Biatleti(1)
- Hubert Leitgeb, biatleta italiano (Rasun Anterselva, n. 1965 - Rasun Anterselva, † 2012)

## Bobbisti(2)
- Hubert Miller, bobbista e militare statunitense (Saranac Lake, n. 1918 - † 2000)
- Hubert Schösser, ex bobbista austriaco (Innsbruck, n. 1966)

## Calciatori(9)
- Hubert Adamczyk, calciatore polacco (Bydgoszcz, n. 1998)
- Hubert Birkenmeier, ex calciatore tedesco (Hartheim am Rhein, n. 1949)
- Hubert Gad, calciatore polacco (Świętochłowice, n. 1914 - Świętochłowice, † 1939)
- Hubert Matynia, calciatore polacco (Września, n. 1995)
- Hubert Miller, ex calciatore polacco (Stettino, n. 1938)
- Hubert Nake, calciatore vanuatuano (Port Vila, n. 1979)
- Hubert Pearson, calciatore inglese (Tamworth, n. 1886 - Tamworth, † 1955)
- Hubert Suda, ex calciatore maltese (Sliema, n. 1969)
- Hubert Wołąkiewicz, calciatore polacco (Skarżysko-Kamienna, n. 1985)

## Cantanti(2)
- Neal McCoy, cantante statunitense (Jacksonville, n. 1958)
- Hubert von Goisern, cantante, compositore e viaggiatore austriaco (Bad Goisern am Hallstättersee, n. 1952)

## Cestisti(5)
- Hubie Brown, ex cestista, allenatore di pallacanestro e telecronista sportivo statunitense (Elizabeth, n. 1933)
- Hubert Davis, ex cestista e allenatore di pallacanestro statunitense (Winston-Salem, n. 1970)
- Hubert Papin, ex cestista francese (n. 1943)
- Hub Reed, cestista statunitense (Harrah, n. 1934 - Shawnee, † 2024)
- Hubie White, ex cestista statunitense (Filadelfia, n. 1940)

## Chimici(1)
- Hubert Girault, chimico svizzero (Saint-Maur-des-Fossés, n. 1957)

## Chitarristi(1)
- Hubert Sumlin, chitarrista e cantante statunitense (Greenwood, n. 1931 - Wayne, † 2011)

## Ciclisti su strada(12)
- Hubert Deltour, ciclista su strada e pistard belga (Wandre, n. 1911 - Liegi, † 1993)
- Hubert Dupont, ex ciclista su strada francese (Lione, n. 1980)
- Hubert Ferrer, ciclista su strada e pistard francese (Algeri, n. 1937)
- Hubert Godart, ciclista su strada belga (Viane, n. 1913 - Viane, † 1983)
- Hubert Harings, ex ciclista su strada, ciclocrossista e dirigente sportivo olandese (Gulpen-Wittem, n. 1939)
- Hubert Hutsebaut, ciclista su strada belga (Lendelede, n. 1947)
- Hubert Linard, ex ciclista su strada francese (Clérey, n. 1953)
- Hubert Niel, ciclista su strada francese (Saint-Nicolas-de-Redon, n. 1941 - Allaire, † 2022)
- Hubert Noel, ciclista su strada belga (Seraing, n. 1891 - Meise, † 1966)
- Bert Pronk, ciclista su strada olandese (Scheveningen, n. 1950 - Alvor, † 2005)
- Hubert Schwab, ex ciclista su strada svizzero (Pratteln, n. 1982)
- Hubert Seiz, ex ciclista su strada svizzero (Arbon, n. 1960)

## Compositori(1)
- Hubert Parry, compositore e docente inglese (Bournemouth, n. 1848 - Rustington, vicino a Littlehampton, † 1918)

## Diplomatici(3)
- Hubert Büchel, diplomatico liechtensteinese (Feldkirch, n. 1951)
- Hubert S. Martin, diplomatico e educatore britannico (n. 1879 - † 1938)
- Hubert Wurth, diplomatico lussemburghese (Lussemburgo, n. 1952)

## Dirigenti sportivi(1)
- Hubert Schwarz, dirigente sportivo tedesco (Oberaudorf, n. 1960)

## Filosofi(2)
- Hubert Damisch, filosofo e critico d'arte ceco (Parigi, n. 1928 - Parigi, † 2017)
- Hubert Dreyfus, filosofo statunitense (Terre Haute, n. 1929 - Berkeley, † 2017)

## Fisici(1)
- Hubert Curien, fisico francese (Cornimont, n. 1924 - Loury, † 2005)

## Flautisti(1)
- Hubert Laws, flautista e sassofonista statunitense (Houston, n. 1939)

## Fondisti(1)
- Hubert Tscholl, ex fondista italiano (Silandro, n. 1950)

## Generali(2)
- Hubert Gercke, generale tedesco (Nikolaiken, n. 1881 - Görlitz, † 1942)
- Hubert Gough, generale britannico (Gurteen-Le-Poer, n. 1870 - Londra, † 1963)

## Ginnasti(1)
- Hubert Lafortune, ginnasta belga (Lovanio, n. 1889)

## Giocatori di football americano(2)
- Hubert Ogrodowczyk, giocatore di football americano polacco (Poznań, n. 1993)
- Delanie Walker, giocatore di football americano statunitense (Los Angeles, n. 1984)

## Giornalisti(2)
- Hubert Beuve-Méry, giornalista francese (Parigi, n. 1902 - Fontainebleau, † 1989)
- Hubert Winkels, giornalista e critico letterario tedesco (Dormagen, n. 1955)

## Giuristi(1)
- Hubert van Giffen, giurista e filologo classico olandese (Buren, n. 1534 - Praga, † 1604)

## Hockeisti su ghiaccio(2)
- Pit Martin, hockeista su ghiaccio canadese (Noranda, n. 1943 - Rouyn-Noranda, † 2008)
- Bill Quackenbush, hockeista su ghiaccio canadese (Toronto, n. 1922 - Newtown, † 1999)

## Ingegneri(1)
- Hubert Cecil Booth, ingegnere inglese (Gloucester, n. 1871 - Purley, † 1955)

## Militari(1)
- Hubert Meyer, militare tedesco (Berlino, n. 1913 - Leverkusen, † 2012)

## Nobili(1)
- Hubert de Burgh, nobile inglese (Surrey, † 1243)

## Nuotatori(1)
- Hubert Kós, nuotatore ungherese (Telki, n. 2003)

## Oculisti(1)
- Hubert Sattler, oculista austriaco (Salisburgo, n. 1844 - † 1928)

## Organisti(1)
- Hubert Henry Norsworthy, organista inglese (n. 1885 - † 1961)

## Pallanuotisti(1)
- Hubert Höhne, ex pallanuotista tedesco orientale (Magdeburgo, n. 1938)

## Parolieri(1)
- Hubert Giraud, paroliere e compositore francese (Marsiglia, n. 1920 - Montreux, † 2016)

## Piloti automobilistici(1)
- Hubert Hahne, pilota automobilistico tedesco (Moers, n. 1935 - Düsseldorf, † 2019)

## Piloti motociclistici(1)
- Hubert Auriol, pilota motociclistico e pilota automobilistico francese (Addis Abeba, n. 1952 - Garches, † 2021)

## Pittori(7)
- Hubert Cailleau, pittore e miniatore francese (Valenciennes, n. 1526 - Valenciennes, † 1579)
- Hubert Drouais, pittore e miniatore francese (Pont-Audemer, n. 1699 - Parigi, † 1767)
- Hubert van Eyck, pittore fiammingo (Maaseik - Gand, † 1426)
- Hubert Goltz, pittore, numismatico e antiquario fiammingo (Venlo, n. 1526 - Bruges, † 1583)
- Hubert Maurer, pittore austriaco (Bonn, n. 1738 - Vienna, † 1818)
- Hubert Robert, pittore francese (Parigi, n. 1733 - Parigi, † 1808)
- Hubert von Herkomer, pittore, incisore e scrittore tedesco (Waal, n. 1849 - Budleigh Salterton, † 1914)

## Poeti(1)
- Hubert Mumelter, poeta italiano (Bolzano, n. 1896 - Bolzano, † 1981)

## Politici(15)
- Hubert Aiwanger, politico tedesco (Ergoldsbach, n. 1971)
- Hubert Büchel, politico liechtensteinese (n. 1973)
- Bob Cools, politico belga (Anversa, n. 1934)
- Hubert Frasnelli, politico italiano (Merano, n. 1944)
- Walthère Frère-Orban, politico belga (Liegi, n. 1812 - † 1896)
- Hubert Hughes, politico anguillano (Island Harbour, n. 1933 - † 2021)
- Hubert Humphrey, politico statunitense (Wallace, n. 1911 - Waverly, † 1978)
- Hubert Ingraham, politico bahamense (Grand Bahama, n. 1947)
- Gladwyn Jebb, politico e diplomatico britannico (Firbeck, n. 1900 - Halesworth, † 1996)
- Hubert Languet, politico francese (Vitteaux, n. 1518 - Anversa, † 1581)
- Hubert Loutsch, politico lussemburghese (Mondercange, n. 1878 - Bruxelles, † 1946)
- Hubert Minnis, politico bahamense (Nassau, n. 1954)
- Hubert Pierlot, politico e militare belga (Cugnon, n. 1883 - Uccle, † 1963)
- Hubert Védrine, politico francese (Saint-Silvain-Bellegarde, n. 1947)
- Hubert Work, politico statunitense (Marion Center, n. 1860 - Denver, † 1942)

## Presbiteri(1)
- Hubert Bourdot, prete e micologo francese (Imphy, n. 1861 - † 1937)

## Psichiatri(1)
- Hubert von Grashey, psichiatra tedesco (Bad Grönenbach, n. 1839 - Monaco di Baviera, † 1914)

## Psicologi(1)
- Hubert Rohracher, psicologo austriaco (Lienz, n. 1903 - Kitzbühel, † 1972)

## Pugili(1)
- Hubert Skrzypczak, ex pugile polacco (Wejherowo, n. 1943)

## Registi(2)
- Hubert Charuel, regista e sceneggiatore francese (Vitry-le-François, n. 1985)
- Hubert Moest, regista, sceneggiatore e attore tedesco (Colonia, n. 1877 - Berlino, † 1953)

## Rugbisti a 15(1)
- Hubert Lefèbvre, rugbista a 15 francese (Parigi, n. 1878 - Labaroche, † 1937)

## Saltatori con gli sci(1)
- Hubert Neuper, ex saltatore con gli sci austriaco (Bad Aussee, n. 1960)

## Schermidori(1)
- Hubert Gardas, ex schermidore francese (n. 1957)

## Sciatori alpini(2)
- Hubert Berchtold, ex sciatore alpino austriaco (n. 1950)
- Hubert Schweighofer, ex sciatore alpino austriaco (n. 1965)

## Scrittori(7)
- Hubert Aquin, scrittore, regista e saggista canadese (Montréal, n. 1929 - Montréal, † 1977)
- Hubert Corbin, scrittore francese (La Tronche, n. 1951)
- Hubert Crackanthorpe, scrittore britannico (n. 1870 - † 1896)
- Hubert Haddad, scrittore e storico dell'arte francese (Tunisi, n. 1947)
- Hubert Jaoui, scrittore francese (Tunisi, n. 1940)
- Hubert Lampo, scrittore belga (Anversa, n. 1920 - Essen, † 2006)
- Hubert Selby Jr., scrittore e sceneggiatore statunitense (New York, n. 1928 - Los Angeles, † 2004)

## Scultori(1)
- Hubert Gerhard, scultore olandese ('s-Hertogenbosch, n. 1550 - Monaco di Baviera, † 1620)

## Sindacalisti(1)
- Hubert Lagardelle, sindacalista francese (Le Burgaud, n. 1874 - Parigi, † 1958)

## Stilisti(1)
- Hubert de Givenchy, stilista francese (Beauvais, n. 1927 - Neuilly-sur-Seine, † 2018)

## Storici(2)
- Hubert Houben, storico tedesco (Heinsberg, n. 1953)
- Hubert Jedin, storico e presbitero tedesco (Großbriesen, n. 1900 - Bonn, † 1980)

## Tennisti(1)
- Hubert Hurkacz, tennista polacco (Breslavia, n. 1997)

## Tenori(1)
- Hubert Marischka, tenore, regista e sceneggiatore austriaco (Brunn am Gebirge, n. 1882 - Vienna, † 1959)

## Tiratori a segno(1)
- Hubert Hammerer, tiratore a segno austriaco (n. 1925 - Vorarlberg, † 2017)

## Velisti(1)
- Hubert Raudaschl, velista austriaco (Sankt Gilgen, n. 1942)

## Velocisti(1)
- Hubert Houben, velocista tedesco (Goch, n. 1898 - Krefeld, † 1956)

## Vescovi cattolici(4)
- Hubert Brandenburg, vescovo cattolico tedesco (Osnabrück, n. 1923 - Osnabrück, † 2009)
- Hubert Bucher, vescovo cattolico e missionario tedesco (Ratisbona, n. 1931 - Schönhofen, † 2021)
- Hubert Patrick O'Connor, vescovo cattolico canadese (Huntingdon, n. 1928 - Toronto, † 2007)
- Hubert Walter, vescovo cattolico e politico inglese (West Dereham - Canterbury, † 1205)

## Senza attività specificata(1)
- Hubert Pallhuber, ex mountain biker italiano (Brunico, n. 1965)